# Saccopteryx canescens
El murciélago ala de saco rayado (Saccopteryx canescens) es una especie de murciélago de América del Sur. Esta especie se encuentra en Brasil, Colombia, Ecuador, Guyana Francesa, Guyana, Perú, Surinam y posiblemente también en Bolivia.